# Episodi di Soldato Benjamin (terza stagione)
La terza stagione della serie televisiva Soldato Benjamin è stata trasmessa in anteprima negli Stati Uniti d'America dalla CBS tra il 27 settembre 1982 e il 10 gennaio 1983.
| nº | Titolo originale          | Titolo italiano | Prima TV USA      | Prima TV Italia |
| -- | ------------------------- | --------------- | ----------------- | --------------- |
| 1  | Astro-Chimp               |                 | 27 settembre 1982 |                 |
| 2  | Judy's Army               |                 | 4 ottobre 1982    |                 |
| 3  | You Oughta Be in Pictures |                 | 11 ottobre 1982   |                 |
| 4  | Ross Versus the Robot     |                 | 18 ottobre 1982   |                 |
| 5  | Chariots of Ire           |                 | 1º novembre 1982  |                 |
| 6  | The Triangle              |                 | 8 novembre 1982   |                 |
| 7  | Fielding's Crisis         |                 | 15 novembre 1982  |                 |
| 8  | Be All That You Can Be    |                 | 22 novembre 1982  |                 |
| 9  | The Talent Show           |                 | 29 novembre 1982  |                 |
| 10 | Tank's Soldier            |                 | 13 dicembre 1982  |                 |
| 11 | Sacred Land               |                 | 27 dicembre 1982  |                 |
| 12 | Take My Mother, Please    |                 | 3 gennaio 1983    |                 |
| 13 | Judy's Cousin             |                 | 10 gennaio 1983   |                 |